# Idia lubricalis
Idia lubricalis là một loài bướm đêm thuộc họ Noctuidae. Nó được tìm thấy ở Canada phía nam đến Florida và Texas.
Idia occidentalis đã từng được coi là phụ loài của Idia lubricalis.
Sải cánh dài 24–36 mm. Con trưởng thành bay từ tháng 5 đến tháng 9. Có nhiều lứa trong năm in the south.
Ấu trùng ăn various fungi và lichens. Chúng có thể ăn chất hữu cơ như gỗ và cỏ mục.

## Phụ loài
- Idia lubricalis partitalis
- Idia lubricalis cobeta